# هجوم شرق حلب (يناير–أبريل 2017)
هجوم شرق حلب (فبراير–مارس 2017) هي عملية من جانب الجيش السوري لمنع القوات المتمردة التي تدعمها تركيا من التقدم أكثر عمقًا في سوريا، وأيضًا للسيطرة في نهاية المطاف على دير حافر معقل داعش. وكان الهدف الآخر للعملية هو استعادة السيطرة على إمدادات المياه لمدينة حلب.
أعلن مجلس منبج العسكري في 2 مارس، أنه توصل إلى اتفاق مع روسيا لتسليم القرى إلى الغرب من منبج إلى الحكومة السورية في الأيام القادمة. من ناحية أخرى ذكر المتحدث باسم وحدات حماية الشعب أنهم لم يرسلوا أي تعزيزات إلى المنطقة لأنه لم يطلب منهم ذلك. وفي الوقت نفسه استمر الجيش العربي السوري في التقدم وسيطر على المزيد من القرى من داعش.
رئيس العمليات في هيئة الأركان الروسية سيرغي رودوسكي أكد في 3 مارس أن قسد وافقت على تسليم قرى إلى الغرب من منبج إلى الحكومة السورية. وذكر في وقت لاحق أن وحدات الجيش السوري قد نشرت في هذه القرى. كما أكدت وزارة الدفاع الأمريكية الاتفاق.

## تحليل إستراتيجي
بعد أن قطع الجيش السوري الشريط الأخير من الأراضي في شرق حلب التي تربط المتمردين المدعومين من تركيا بتنظيم داعش، تم التكهن بأن المتمردين سيهاجمون الجيش أو قوت سوريا الديمقراطية التي يتزعمها الأكراد إذا ما أرادوا التقدم بعمق إلى سوريا. أي أعمال أخرى من هذا قبيل ستضع تركا على خلاف مع الولايات المتحدة أو روسيا. وفي نهاية فبراير، فتح طريق تجاري بين الحكومة السورية والمناطق الخاضعة لسيطرة قوات سوريا الديمقراطية، حيث جرى تبادل السلع والخدمات بين المنطقتين وتمكن الأقارب من زيارة بعضهم بعضًا.